# Cesira Ferrani
Cesira Ferrani, pseudonimo di Cesira Zanazzio, detta "Cimbi" (Torino, 8 maggio 1863 – Pollone, 4 maggio 1943), è stata un soprano e insegnante di canto italiana.
Oltre a essere la prima interprete di Manon nella Manon Lescaut e di Mimì ne La bohème, entrambe di Giacomo Puccini, partecipò alle prime esecuzioni di Fior d'Alpe di Alberto Franchetti (Teatro alla Scala di Milano 1894), Consuelo di Giacomo Orefice (Teatro Comunale di Bologna 1895), Inno all'arte di Francesco Ghin (Teatro La Fenice di Venezia 1899), Theora di Edoardo Trucco (Teatro Carlo Felice di Genova 1901) e Storia d'amore di Spiro Samara (Teatro Lirico di Milano 1903). Fu inoltre apprezzata interprete del ruolo di Elsa nel Lohengrin di Richard Wagner,
Tra il 1902 e il 1904 registrò alcune arie su mezzo magnetico a Milano, tra cui Si, mi chiamano Mimì.

## Biografia
Figlia dell'avvocato Giovanni Zanazzio di Sostegno (baritono dilettante) e di Agata Ferraria di Camburzano, era sorella della rinomata pianista Lidia Zanazzio, più giovane di lei di nove anni, ed è stata la più celebre allieva del soprano austriaco Antonietta Fricci al Regio Liceo Musicale di Torino. Fu favorita nella sua ascesa al successo nel campo della lirica dallo zio materno Luigi Ernesto Ferraria, maggiore di lei di undici anni e suo mentore specialmente nella fase iniziale della sua carriera.

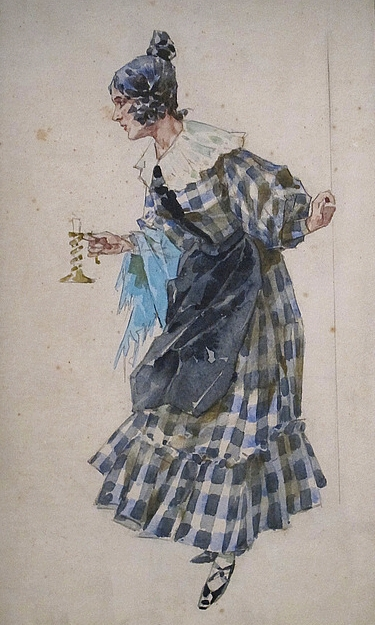
Costume di Mimi (I atto). Prima mondiale de La bohème, Teatro Regio di Torino, 1º febbraio 1893 (Adolf Hohenstein, 1854-1928)

Il debutto concertistico è del 26 settembre 1886 a Camburzano, comune della provincia di Biella dove la famiglia della madre aveva un'abitazione. Il debutto sulle scene è invece al Teatro Regio di Torino nel 1887 nel ruolo di Frasquita nella Carmen di Georges Bizet. In seguito cantò a Genova e a Catania ruoli verdiani, e a Ferrara con successo nel 1889 nel Lohengrin.
Voce tipicamente lirica, si accostò al contemporaneo repertorio verista da prima con L'amico Fritz (1892 al Teatro Carlo Felice di Genova, 1895 al Théâtre du Casino di Montecarlo) e nel 1893 l'opera che la rese celebre nella storia, dato che fu la prima interprete del ruolo della protagonista nella Manon Lescaut di Giacomo Puccini suo estimatore e anche amante, al Teatro Regio di Torino nel 1893. Replicò in diversi teatri il successo di Manon, tra cui anche a Buenos Aires.
Sempre di Puccini fu interprete celebrata del ruolo di Mimì ne La bohème, che la fece considerare la più apprezzata interprete pucciniana del momento.
Nel 1901 prese parte alla prima rappresentazione de Le maschere di Pietro Mascagni, nell'allestimento del Teatro Carlo Felice di Genova.
Si dedicò in seguito al repertorio romantico francese e nel 1908 vide un notevole successo nella versione italiana dell'opera di Debussy Pelléas et Mélisande al Teatro alla Scala di Milano, sotto la direzione di Arturo Toscanini. La sua versione della protagonista è ancora considerata una icona.
Nel 1909 si ritirò dalle scene, dopo la ripresa della stessa opera al Teatro Costanzi di Roma (ora L'Opera di Roma).
Dopo il ritiro dalle scene, sempre seguita dalla sorella Lidia Zanazzio (nota all'epoca come «la Ferrani che non si vede»), si dedicò all'insegnamento del canto, prima a Torino, successivamente a Santa Margherita Ligure, infine a Pollone.
Cesira Ferrani: «una elegante e graziosa figura, una bella, dolce, espressiva voce di soprano lirico, un temperamento eccezionale, un'arte scenica raffinata», scrive Guido Maffiotti. E ancora: «Generosa e cordiale con i colleghi d'arte, elegante e arguta nella conversazione, amabilissima con tutti, specie con i camburzanesi che volentieri facevano due chiacchiere con tota Cesira, ha lasciato il miglior ricordo in coloro che l'hanno avvicinata».

## Repertorio
| Ruolo                | Titolo                          | Autore      |
| -------------------- | ------------------------------- | ----------- |
| Frasquita Micaëla    | Carmen                          | Bizet       |
| Margherita           | Mefistofele                     | Boito       |
| Loreley              | Loreley                         | Catalani    |
| Adriana Lecouvreur   | Adriana Lecouvreur              | Cilea       |
| Mélisande            | Pelléas et Mélisande            | Debussy     |
| Maria                | Il Fior d'Alpe                  | Franchetti  |
| Margherita           | Faust                           | Gounod      |
| Giulietta Capuleti   | Romeo e Giulietta               | Gounod      |
| Principessa Eudossia | L'ebrea                         | Halévy      |
| Nedda                | Pagliacci                       | Leoncavallo |
| Suzel                | L'amico Fritz                   | Mascagni    |
| Rosaura              | Le maschere                     | Mascagni    |
| Sitâ                 | Il re di Lahore                 | Massenet    |
| Salomè               | Erodiade                        | Massenet    |
| Carlotta             | Werther                         | Massenet    |
| Anita                | La Navarrese                    | Massenet    |
| Fanny                | Sapho                           | Massenet    |
| Flora                | Chopin                          | Orefice     |
| Manon Lescaut        | Manon Lescaut                   | Puccini     |
| Mimì                 | La bohème                       | Puccini     |
| Gilda                | Rigoletto                       | Verdi       |
| Amelia Grimaldi      | Simon Boccanegra                | Verdi       |
| Desdemona            | Otello                          | Verdi       |
| Nannetta             | Falstaff                        | Verdi       |
| Elisabeth            | Tannhäuser                      | Wagner      |
| Elsa di Brabante     | Lohengrin                       | Wagner      |
| Freia                | L'oro del Reno                  | Wagner      |
| Eva                  | I maestri cantori di Norimberga | Wagner      |